# Paracentropogon
Paracentropogon es un género de peces de la familia Tetrarogidae, del orden Scorpaeniformes. Este género marino fue descrito científicamente por Pieter Bleeker en 1876.

## Especies
Especies reconocidas del género:
- Paracentropogon longispinis (G. Cuvier, 1829)
- Paracentropogon rubripinnis (Temminck & Schlegel, 1843)
- Paracentropogon vespa J. D. Ogilby, 1910
- Paracentropogon zonatus (M. C. W. Weber, 1913)